# Purpergaai
De purpergaai (Cyanocorax cyanomelas) is een zangvogel uit de familie Corvidae (kraaien).

## Verspreiding en leefgebied
Deze soort komt voor in centraal Zuid-Amerika van zuidoostelijk Peru tot noordoostelijk Argentinië

## Status
De grootte van de populatie is niet gekwantificeerd maar de soort wordt omschreven als algemeen. Op de Rode lijst van de IUCN heeft deze soort de status niet bedreigd.